# 宫廷爱情

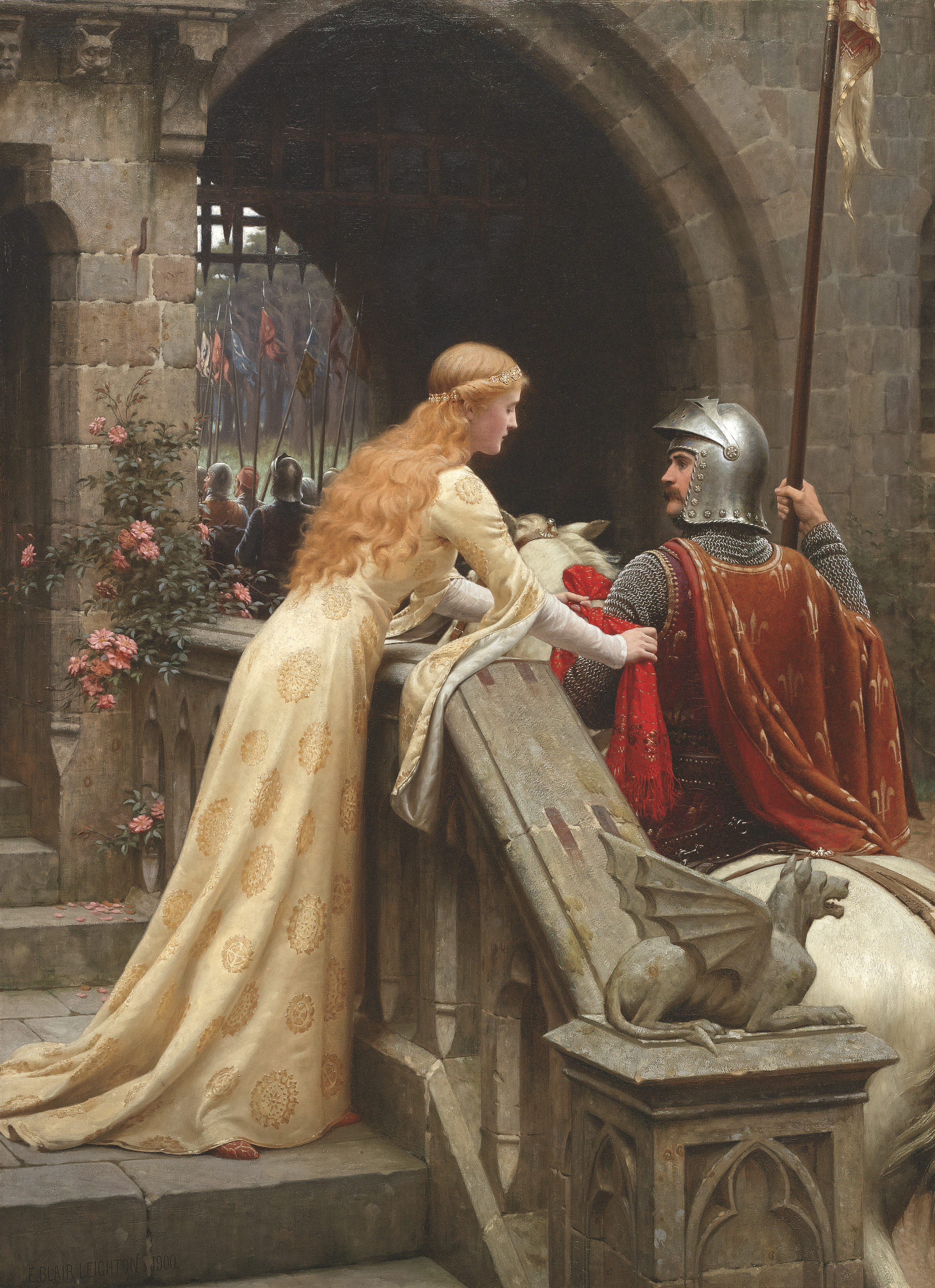
维多利亚时代后期画家埃德蒙·莱顿作品《God Speed!》，描绘一位贵族女士与一位忙于作战的骑士

宫廷爱情是中世纪欧洲高贵的骑士向贵族女士表达爱与钦佩的概念。一般来说，宫廷爱情是秘密的，发生在贵族成员之间。这类情感一般没有夫妻关系老练。11世纪末期，宫廷爱情发生于阿基坦、普罗旺斯、香槟、勃艮第公國等地。